# Casa Canals de Tarragona
La Casa Canals de Tarragona és una obra eclèctica de Tarragona protegida com a Bé Cultural d'Interès Local.

## Descripció

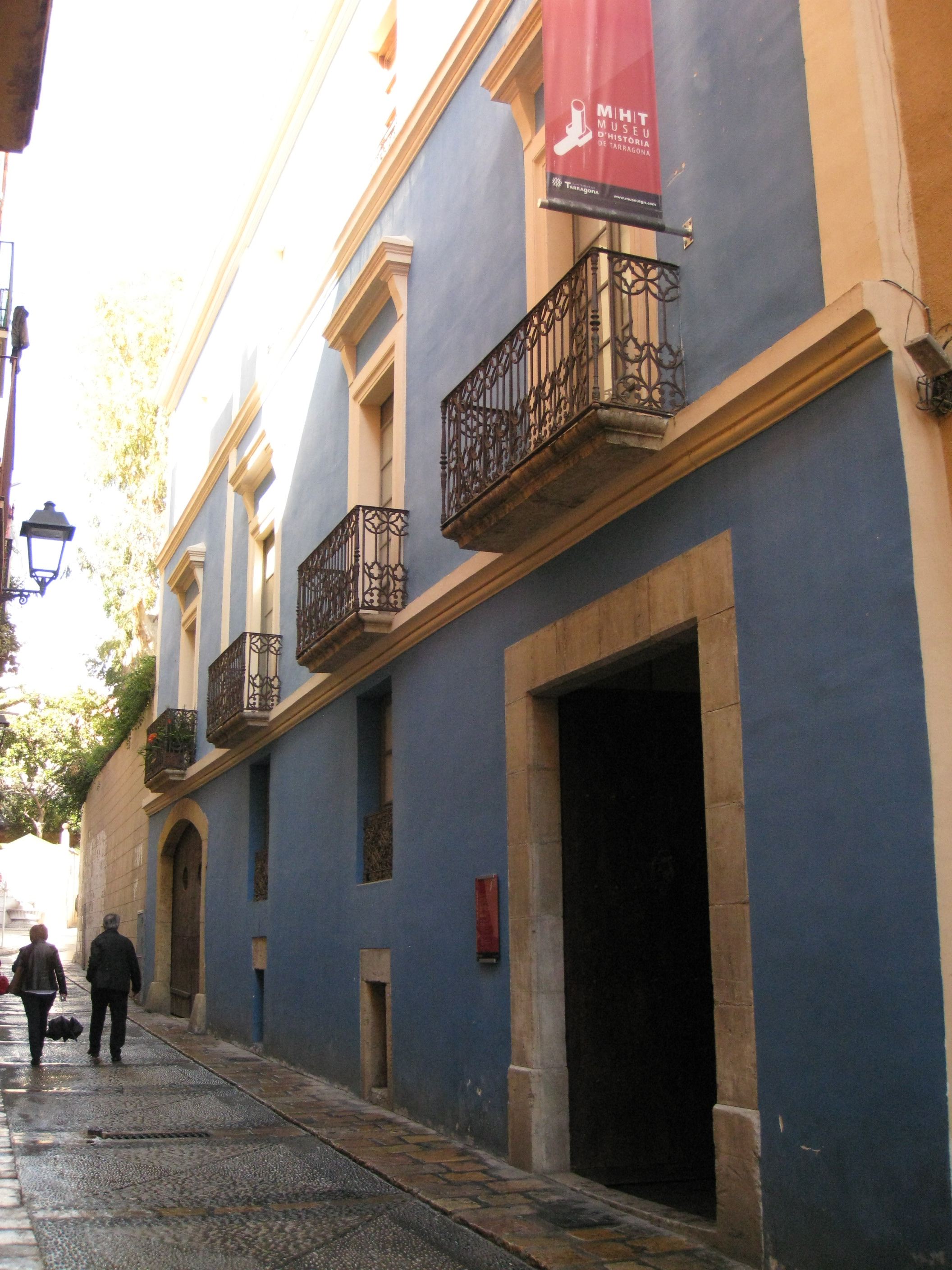
Façana

Edifici de planta baixa i dos pisos. Presenta un gran pati d'entrada amb una escala que porta a les habitacions del primer pis. La façana principal és al c/ Granada i està construïda aprofitant la muralla romana com es pot comprovar a la façana del Passeig de Sant Antoni.